# Reginald Martin
Reginald George Warren Martin (Greenwich, Londres, 25 de juny de 1887 – Worthing, West Sussex, 29 de gener 1981) va ser un jugador de lacrosse anglès que va competir a primers del segle xx. El 1908 va prendre part en els Jocs Olímpics de Londres, on guanyà la medalla de plata en la competició per equips de Lacrosse, com a membre de l'equip britànic.